# Campeonato Sul-Americano de Futebol Sub-19 de 1971
O Campeonato Sul-Americano de Futebol Juvenil de 1971 foi a quinta edição dessa competição organizada pela Confederação Sul-Americana de Futebol (CONMEBOL), na época para jogadores com até 19 anos de idade. Realizou-se pela segunda edição consecutiva no Paraguai, entre os dias 1 e 25 de março na cidade de Assunção.
A seleção anfitriã conquistou o título da categoria após superar o Uruguai na decisão. A decisão terminou empatada em 1 a 1 e o Paraguai foi beneficado por ter vencido por uma maior diferença de gols na semifinal contra o Peru[carece de fontes?].

## Equipes participantes
Nove das dez equipes filiadas a CONMEBOL estiveram no torneio, sendo o Equador a única ausência. A Bolívia participou de um campeonato juvenil pela primeira vez.
| Grupo A - Argentina - Brasil - Colômbia - Peru - Venezuela | Grupo B - Bolívia - Chile - Paraguai - Uruguai |

## Primeira fase
Nota: Na época a vitória valia dois (2) pontos.

### Grupo A
| Time      | Pts | J | V | E | D | GP | GC | SG |
| --------- | --- | - | - | - | - | -- | -- | -- |
| Argentina | 6   | 4 | 3 | 0 | 1 | 6  | 1  | +5 |
| Peru      | 5   | 4 | 2 | 1 | 1 | 6  | 4  | +2 |
| Brasil    | 4   | 4 | 2 | 0 | 2 | 7  | 3  | +4 |
| Venezuela | 4   | 4 | 1 | 2 | 1 | 7  | 10 | -3 |
| Colômbia  | 1   | 4 | 0 | 1 | 3 | 2  | 10 | -8 |

| 1 de março, 1971  |     |           |  |  |
| Colômbia          | 2–2 | Venezuela |  |  |
| Argentina         | 1–0 | Peru      |  |  |
| 4 de março, 1971  |     |           |  |  |
| Brasil            | 5–1 | Venezuela |  |  |
| 7 de março, 1971  |     |           |  |  |
| Argentina         | 4–0 | Colômbia  |  |  |
| 10 de março, 1971 |     |           |  |  |
| Venezuela         | 3–3 | Peru      |  |  |
| Brasil            | 2–0 | Colômbia  |  |  |
| 14 de março, 1971 |     |           |  |  |
| Colômbia          | 0–2 | Peru      |  |  |
| Argentina         | 1–0 | Brasil    |  |  |
| 17 de março, 1971 |     |           |  |  |
| Brasil            | 0–1 | Peru      |  |  |
| Argentina         | 0–1 | Venezuela |  |  |

### Grupo B
| Time     | Pts | J | V | E | D | GP | GC | SG |
| -------- | --- | - | - | - | - | -- | -- | -- |
| Paraguai | 5   | 3 | 2 | 1 | 0 | 6  | 2  | +4 |
| Uruguai  | 4   | 3 | 2 | 0 | 1 | 6  | 4  | +2 |
| Chile    | 3   | 3 | 1 | 1 | 1 | 3  | 4  | -1 |
| Bolívia  | 0   | 3 | 0 | 0 | 3 | 4  | 9  | -5 |

| 4 de março, 1971  |     |         |  |  |
| Uruguai           | 2–0 | Chile   |  |  |
| 7 de março, 1971  |     |         |  |  |
| Paraguai          | 3–1 | Bolívia |  |  |
| 13 de março, 1971 |     |         |  |  |
| Uruguai           | 4–2 | Bolívia |  |  |
| Paraguai          | 1–1 | Chile   |  |  |
| 17 de março, 1971 |     |         |  |  |
| Bolívia           | 1–2 | Chile   |  |  |
| 18 de março, 1971 |     |         |  |  |
| Paraguai          | 2–0 | Uruguai |  |  |

## Semifinal
| 22 de março | Argentina | 1 – 2 | Uruguai | Assunção |
|             |           |       |         |          |

| 22 de março | Paraguai | 3 – 1 | Peru | Assunção |
|             |          |       |      |          |

## Final
| 29 de março | Paraguai | 1 – 1 | Uruguai | Assunção |
|             |          |       |         |          |

Paraguai sagrou-se campeão pela diferença de gols obtida nas semifinais (2 contra 1).
| Campeão            |
| ------------------ |
| PARAGUAI 1º título |